# Edraianthus serbicus
Edraianthus serbicus là loài thực vật có hoa trong họ Hoa chuông. Loài này được (A.Kern.) Petrovic mô tả khoa học đầu tiên năm 1882.